# Joacim Hansson
Joacim Hansson (1966) es un profesor y bibliotecólogo sueco. 
Estudió en la Universidad de Lund desde 1985 al 1991 en estudios religiosos, estudios literarios y filosofía, se graduó como bibliotecario en 1993 en la Universidad de Boras, especializado en ciencias de la información.
Joacim Hansson trabajó anteriormente en el Departamento de Bibliotecología y Ciencias de la Información de la Universidad de Gotemburgo, pero en 2008 estuvo vinculado a la formación de bibliotecario en la entonces Universidad de Växjö. Su investigación se ha centrado principalmente en la relación entre la organización del conocimiento y la sociedad, y el desarrollo de la identidad de las bibliotecas. También ha publicado estudios sobre la teoría y el desarrollo de métodos de la biblioteca y la ciencia de la información. Participa activamente en la red internacional de investigación La Academia de Documentos (The Document Academy).
Participó de la Feria del Libro de Uruguay en 2013. Hansson fue galardonado con el Premio Legión del Libro otorgado por la Cámara Uruguaya del Libro.

## Libros
- 2016, Beca lenta y otros enfoques alternativos en bibliotecología y ciencias de la información.
- 2019, Educar bibliotecarios en la universidad contemporánea.